# Grönbo, Lindesbergs kommun
Grönbo är en by i Lindesbergs kommuns sydöstra delar i Ramsbergs socken. Byn präglas av läget på den östra stranden av Grönbosjön och att den är uppdelad mellan två socknar, Ramsbergs socken och Fellingsbro socken, till vilkas kyrkor avståndet är långt. Gränsen går vid Sverkestaån som rinner genom byn. På "Ramsbergssidan" intill ån ligger Sundbo bruk med ruinrester av den gamla bebyggelsen. Strax norr om Sundbo bruk, på andra sidan ån, finns ett stort naturreservat, avsatt med gammelskog.
Längre söderut i byn, på Fellingsbrosidan, ligger Grönbo gård. På Grönbo gård finns ett eget kapell i privat ägo.
Bland dem som bebott Grönbo gård kan nämnas Karl Johan Vrede och hans hustru Anna Carolina som flyttade dit 1892.
Barnen i Grönbo går i skola i Pilkrog, söder om byn. Skolan är idag en friskola som startades 2005..
Grönbo kronopark etablerades formellt runt 1800 och kungliga jakter arrangeras där vartannat år.